# Marina Ruperti
Marina Ruperti (* 19. September 1952 in Hamburg) ist eine deutsche Fernsehjournalistin.

## Werdegang
Von 1973 bis 1977 studierte sie an der Universität Hamburg Anglistik, Germanistik und Pädagogik. 1977 machte sie ihr erstes Staatsexamen und 1979 ihr zweites für das Lehramt an Volks- und Realschulen.
Von 1979 bis 1981 recherchierte und übersetzte sie in London für die Sunday Times. Von 1981 bis Anfang 1983 war sie freie Mitarbeiterin beim Hamburger Abendblatt und cbs News, 1983/1984 CBS London, 1985 bis 1987 Planung und Moderation der Nachrichtensendungen bei APF Blick, dem späteren SAT 1.
Ab 1987 war sie beim ZDF tätig. Von 1987 bis 1989 war sie Moderatorin beim heute-journal und von 1989 bis 1994 beim ZDF-Mittagsmagazin. Ab 1994 war sie Moderatorin von heute nacht in Vertretung von Nina Ruge. Das ZDF-Abendmagazin moderierte sie von Februar 1996 bis Mai 1997 im Wechsel mit Günther Neufeldt. Ab Juni 1997 war sie Moderatorin von hallo deutschland im Wechsel mit Steffen Seibert. Vom 15. Oktober 2000 an war sie Moderatorin des Magazins ML Mona Lisa.
Mit Ruprecht Eser war sie von 1992 bis zu dessen Tod 2022 verheiratet. Aus der Ehe gingen zwei Kinder hervor.